# Канова, Джуди
Джульет «Джуди» Канова (англ. Juliette «Judy» Canova, 20 ноября 1913 — 5 августа 1983) — американская актриса, певица и радиоведущая.

## Биография
Родилась во Флориде в семье бизнесмена Джозефа Фрэнсиса Кановы и певицы Хенриетты Перри. Свою карьеру начала в юном возрасте с участия в водевилях, вместе со своей сестрой и братом, где она пела, танцевала и играла на гитаре. Тогда же был создан её образ девушки-деревенщины, часто босой, с заплетёнными в косы волосами и с соломенной шляпой на голове, который она неоднократно использовала в своей дальнейшей карьере. Их популярное три привело Канову на радио, где она регулярно работала в последующие пятьдесят лет.
В 1934 году она с вместе с сестрой и братом появилась в бродвейском ревю, и в том же году дебютировала в кино. В общей сложности Канова снялась более чем в двух десятках кинокартин, а также появилась в таком же количестве телесериалов. В годы Второй мировой войны она на время оставила карьеру в шоу-бизнесе, посвятив себя продаже американских военных облигаций.
Актриса четыре раза была замужем, при этом все браки завершились разводом. От четвёртого мужа она родила дочь Дайану Канову, ставшую телевизионной актрисой. Джуди Канова умерла от рака в 1983 году в возрасте 69 лет. Её прах погребён в колумбарии на кладбище Форест-Лаун в Глендейле. Джуди Канова удостоена двух звёзд на голливудской «Аллее славы» за вклад в кино и радио.